# Negativismo
Em linhas gerais, Negativismo é a oposição ativa ou passiva às solicitações externas.
Na passiva a pessoa simplesmente deixa de fazer o que se pede sendo característico o mutismo e a sitiofobia (medo de se comprometer, de ser internado, de ser envenenado).
Na ativa, a pessoa faz tudo ao contrário do que se pediu, e as vezes quando desistimos eles o fazem sendo isso a "reação de último momento". O negativismo verbal pode se apresentar na forma de parar respostas (ou seja, o paciente entende a pergunta do entrevistador, porém não responde algo compatível com a pergunta, e sim algo "ao lado", ou próximo).
O negativismo faz parte da série catatônica e representa ação imotivada e não deliberada.